# Самсун (хребет)
Самсун (Самсун-Даг, тур. Samsun Dağı), также Дилек (Dilek Dağı) — отвесный высокий горный хребет на западе Турции, на полуострове Дилек (Dilek Yarımadası), на ионическом побережье Малой Азии, напротив острова Самос. Представляет собой западный, покрытый лесом отрог гор Айдын. Высшая точка — 1229 метров над уровнем моря.
В античной географии известен как Микале (др.-греч. Μῠκάλη). Упоминается Гомером, Фукидидом и Геродотом.
Образует мыс, известный в античной географии как Микале или Трогилий (Трогиллий, др.-греч. Τρωγύλλιον, Деян. 20:15). В проливе Самос между Самсуном и островом Самос произошла в 479 году до н. э. знаменитая морская битва при Микале, в которой греки, под начальством Леотихида и Ксантиппа, одержали победу над персидским флотом.
Вокруг хребта находились древние города: Приена, к югу — Милет и Миунт, к северу — Эфес.
Часть хребта входит в Национальный парк полуострова Дилек и дельты реки Большой Мендерес.

## Панионии
На северной стороне хребта расположен был Панионий, место со священной рощей и храмом, посвящённое Посейдону Геликонию, где собирались представители городов Ионийского союза на праздник Панионии (Πᾰνιώνια). Как упоминает Геродот, ионийцы собирались там не только для празднования, но и всякий раз, когда требовалась встреча всех ионических городов. Точной информации о том, что такое Панионии, не существует, но по преданию первоначально это был панегирис, установленный Нилеем, основателем Милета, около 1050 года до н. э., на котором совершались жертвоприношения. Страбон и Диодор Сицилийский сообщают, что жертвоприношения совершались без игр, как на других греческих праздниках. Жрецами согласно Страбону были приенцы. Позже праздничное собрание было перенесено в место вблизи Эфеса.
К союзу ионийских городов, участвовавших в Паниониях, принадлежали: Милет, Миунт, Приена, Эфес, Колофон, Лебедос, Теос, Клазомены, Фокея, Эрифры, Самос и Хиос, позднее город Смирна, о чем свидетельствуют монеты Смирны 88—84 года до н. э.